# Biserka Jevtimijević Drinjaković
 (juin 2017).
Biserka Jevtimijević Drinjaković, en serbe cyrillique Бисерка Јевтимијевић Дрињаковић (née en 1969 à Kosovska Mitrovica) est une femme politique serbe. Entre 2005 et 2008, elle est la conseillère en économie du président de la république de Serbie Boris Tadić. 
Biserka Jevtimijević Drinjaković est diplômée de droit international de l'université de Belgrade.
Pendant cinq ans, elle a travaillé pour la Banque mondiale, où elle a dirigé de nombreux projets dans le développement du secteur privé et dans le développement durable. Elle a été plusieurs fois récompensée par la Société financière internationale. Elle a également plusieurs années d'expérience dans le domaine de l'humanitaire, notamment avec la réalisation de projets d'intégration sociale des personnes déplacées et des réfugiés.